# Me and the Kid
Me and the Kid (en español, El chico y yo, y en Hispanoamérica, Atrévete a secuestrar un niño y verás) es una película estadounidense de 1993 dirigida por Dan Curtis y distribuida por Orion Pictures. 

## Sinopsis
El bonachón de Harry (Danny Aiello) y su estrafalario compinche Roy (Joe Pantoliano) asaltan la mansión de un hombre de negocios para desvalijar la caja fuerte, que, al parecer, guarda medio millón de dólares. Cuando descubren que está vacía, cambian de plan y deciden llevarse a Gary (Alex Zuckerman), un jovencito de 8 años necesitado de cariño.

## Argumento
Un par de ex convictos, Harry (Danny Aiello) y Roy (Joe Pantoliano), irrumpen en una casa esperando encontrar 250.000 dólares en una caja fuerte, pero salen con las manos vacías cuando descubren que no hay nada. Sin embargo, se llevan a Gary (Alex Zuckerman), de 8 años, con la esperanza de que el padre del niño pague un rescate.
Harry forma un vínculo con Gary, quien tiene múltiples alergias, estudia en casa y rara vez ha salido al mundo. A Roy le molesta el trato tan superficial que se le da al niño y se enfrenta a su compañero sobre qué hacer con él. Al final, las cosas entre Roy y Harry se vuelven violentas, pero Gary salva la vida de Harry. Si bien Gary disfruta de la vida con Harry mucho más que de su vida hogareña, las cosas se vuelven demasiado peligrosas y Harry se ve obligado a dejarlo atrás. Sin embargo, Gary ayuda a Harry a escapar de las autoridades. Algún tiempo después, Harry visita a Gary en su casa y los dos se van juntos una vez más, rumbo a México para comenzar una nueva vida.

## Reparto
- Danny Aiello - Harry
- Alex Zuckerman - Gary Feldman
- Joe Pantoliano - Roy
- Cathy Moriarty - Rose
- David Dukes - Victor Feldman
- Anita Morris - Sra. Feldman
- Ben Stein - Fred Herbert
- Demond Wilson - Agente Schamper
- Abe Vigoda - Pawn Broker